# Peter Gustav Bauditz
Peter Gustav Bauditz (25. august 1815 – 20. april 1877) var en dansk officer, bror til Peter Bauditz og far til forfatteren Sophus Bauditz.
Bauditz var søn af generalmajor Carl Gustav Heinrich Bauditz. 
Han deltog i 2. Slesvigske Krig, hvor han var major ved. 3. dragonregiment og indkvarteret på herregården Margård på Fyn. I godsarkivet opdagede han tilfældigt en ligprædiken over adelsdamen Susanna Bauditz, der levede omkring 1700. Godsejeren C.E.A. Schøller forærede Bauditz bogen, som siden gik i arv til Sophus Bauditz, der senere skrev om Susanna Bauditz' livshistorie. Peter Gustav Bauditz endte som  oberst.
21. marts 1849 blev han gift med Cornelia Annine Magdalene Clementsen (30. juni 1820 -). 